# Jingxing (köpinghuvudort i Kina, Heilongjiang Sheng, lat 47,07, long 123,03)
Jingxing (kinesiska: 景星, 景星镇) är en köpinghuvudort i Kina. Den ligger i provinsen Heilongjiang, i den nordöstra delen av landet, omkring 310 kilometer nordväst om provinshuvudstaden Harbin. Antalet invånare är 60 912. Befolkningen består av 29 691 kvinnor och 31 221 män. Barn under 15 år utgör 16,0 %, vuxna 15-64 år 76 %, och äldre över 65 år 6,0 %.
Runt Jingxing är det ganska tätbefolkat, med 93 invånare per kvadratkilometer. Jingxing är det största samhället i trakten. Trakten runt Jingxing består till största delen av jordbruksmark.
Genomsnittlig årsnederbörd är 706 millimeter. Den regnigaste månaden är juli, med i genomsnitt 227 mm nederbörd, och den torraste är februari, med 7 mm nederbörd.